# Anotopterus
Anotopterus är ett släkte av fiskar. Anotopterus är enda släktet i familjen Anotopteridae.
Släktets medlemmar förekommer i Atlanten, Stilla havet och Antarktiska oceanen. De saknar ryggfena.
Arter enligt Catalogue of Life och Fishbase:
- Anotopterus nikparini
- dolktandfisk
- Anotopterus vorax

## Bildgalleri

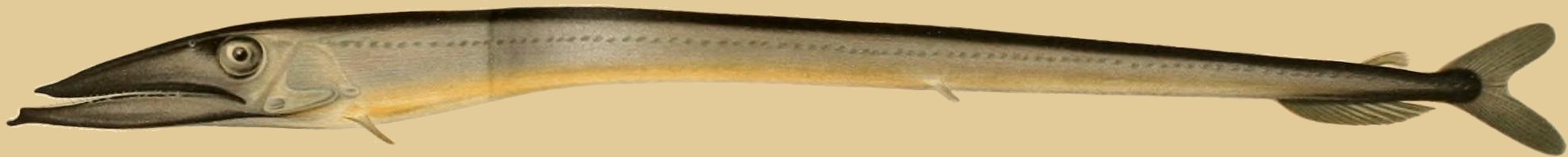
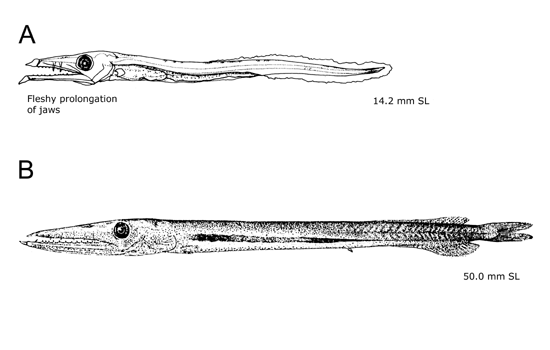
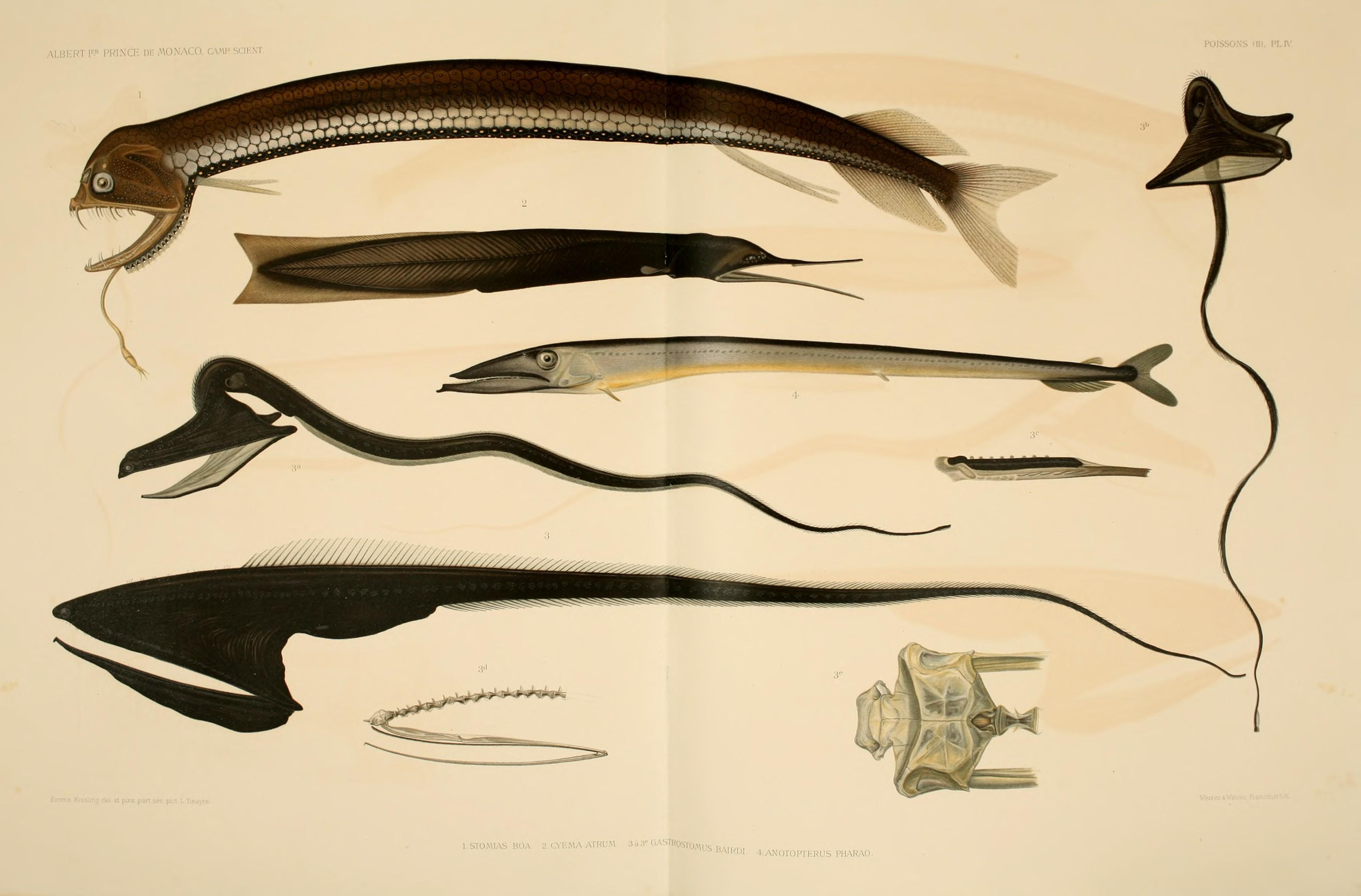
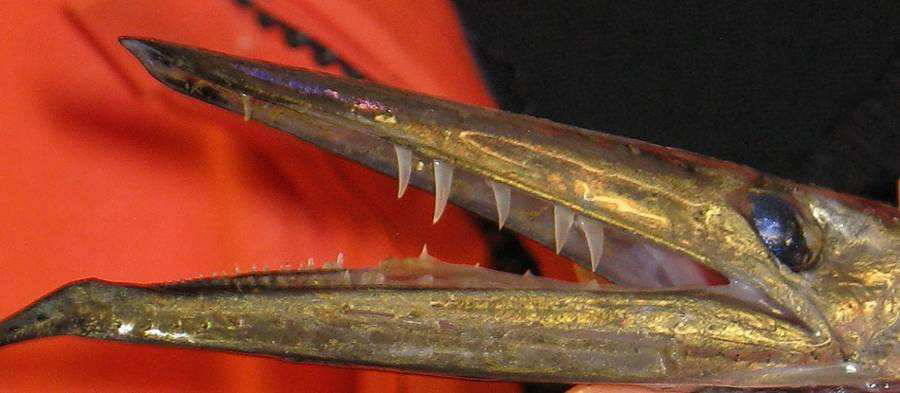
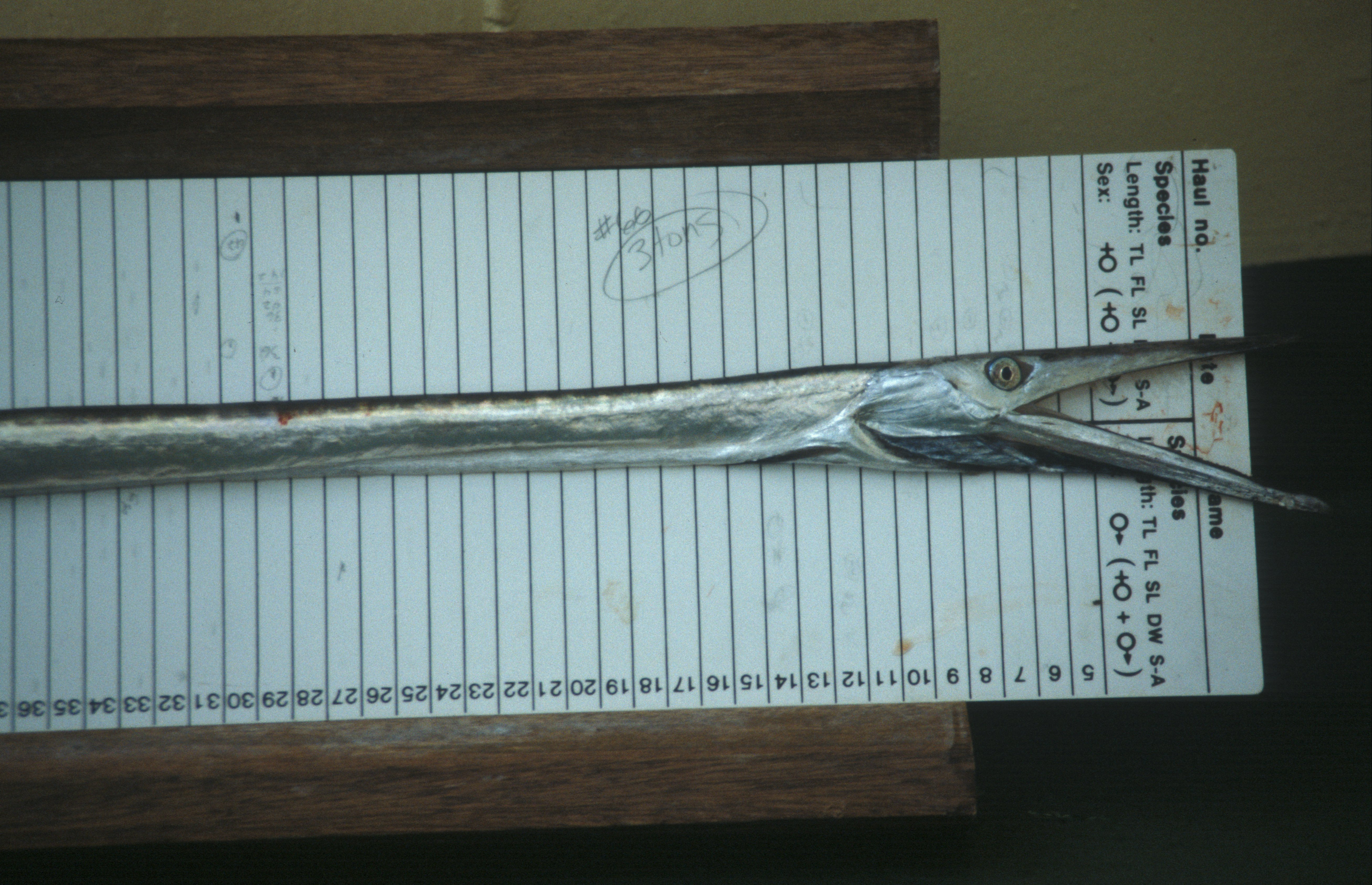